# Daba Modibo Keïta
Daba Modibo Keïta (Abiyán, Costa de Marfil, 5 de abril de 1981) es un deportista maliense que compitió en taekwondo. Ganó dos medallas de oro en el Campeonato Mundial de Taekwondo, en los años 2007 y 2009.

## Palmarés internacional
| Campeonato Mundial | Campeonato Mundial     | Campeonato Mundial | Campeonato Mundial |
| Año                | Lugar                  | Medalla            | Categoría          |
| ------------------ | ---------------------- | ------------------ | ------------------ |
| 2007               | Pekín (China)          | Medalla de oro     | +84 kg             |
| 2009               | Copenhague (Dinamarca) | Medalla de oro     | +87 kg             |